# گری فورد
گری فورد (انگلیسی: Gary Ford؛ زادهٔ ۸ فوریهٔ ۱۹۶۱) بازیکن فوتبال اهل بریتانیا است.
از باشگاه‌هایی که در آن بازی کرده‌است می‌توان به باشگاه فوتبال یورک سیتی، باشگاه فوتبال منزفیلد تاون، باشگاه فوتبال والسال، باشگاه فوتبال هارتل پول یونایتد، باشگاه فوتبال ترومسو، باشگاه فوتبال پورت ویل، و باشگاه فوتبال لستر سیتی اشاره کرد.